# 文登戰役 (1577年—1578年)
文登战役或译为温登战役，是1577年和1578年立窩尼亞戰爭期间为争夺文登（位于今拉脱维亚采西斯）的控制权而进行的一系列战役。1577年8月，立窝尼亚的芒努斯包围了该镇，但被沙皇伊凡四世率领的俄罗斯军队废黜并取而代之，伊凡四世最终洗劫了该镇和城堡，这成为了一场象征性的胜利。然而，波兰军队在11月重新占领了该据点，并在1578年2月击退了俄罗斯的反攻。
1578年10月，俄罗斯军队再次围攻该镇，但被规模较小的瑞典-德国-波兰救援部队摧毁。这场战役成为了立窩尼亞戰爭的转折点，战争的主动权从俄罗斯沙皇国转移到瑞典和波蘭立陶宛聯邦手中，同时也标志着立窝尼亚王国的终结，当芒努斯退居庫爾蘭时，立窝尼亚王国崩溃了。

## 背景
1570年和1571年，伊凡四世统治下的俄罗斯面临严重的内部争端，克里米亚鞑靼人屠杀了诺夫哥罗德的居民并烧毁了莫斯科。然而，伊凡四世通过在1572年的立窝尼亚战争中恢复了过来。1574年瑞典在韦森堡的反攻中失败。伊凡四世引入了一种新的战略，依靠他的数万军队、哥萨克和鞑靼人来取得对对手的优势。与后者不同的是，他使用了大量的本土部队，而不是几千名职业雇佣兵。瑞典军队被围困在雷瓦尔（塔林），丹麦占领的爱沙尼亚被突袭，立窝尼亚中部一直到陶格夫匹尔斯也被突袭，自1561年《维尔纽斯条约》签订以后，波兰立陶宛正式成为这一地区的宗主国。伊凡四世将被征服的领土交给了他的附庸奥尔登堡家族的芒努斯公爵，后者于1570年被宣布为立窝尼亚国王。
1576年标志着伊凡四世的军事行动的高潮，1577年又有30000名俄罗斯军人越境进入立窝尼亚。芒努斯在同年背叛了伊凡四世，并在没有得到伊凡四世允许的情况下开始占领城堡。当科克内塞向芒努斯投降，希望避开伊凡四世的军队时，伊凡四世将其洗劫一空，并处决了其日耳曼指挥官。随后，这场战争的重点来到“立窝尼亚的心脏”文登，作为立窝尼亚骑士团的前首都，它不仅具有战略重要性，而且是立窝尼亚本身的象征。

### 1577

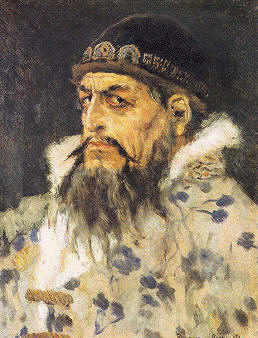
伊凡四世

1577年夏天，芒努斯围攻文登。8月下旬，伊凡四世领导下的俄罗斯军队出现在文登的城墙前。伊凡逮捕了芒努斯，洗劫了小镇，并围攻了城堡。最后300名守军，包括男人、女人和孩子，撤退到城堡的主塔楼，要么死于塔楼中储存的火药的意外爆炸，要么用4磅（1.8公斤）的火药自爆集体自杀，这可能是因为沙皇对守军用大炮向他开火的回应是“向他们承诺了可怕的命运”。因此，文登于9月落入伊凡手中，将其定为四个新任命的总督的驻地，这些总督负责为俄罗斯管理该省。
对伊凡四世来说，文登被解围是一场象征性的巨大胜利。在立窝尼亚战争的对手中，瑞典的约翰三世只控制了雷瓦尔（塔林），波兰的巴托里·斯特凡只控制了里加，丹麦的弗雷德里克二世被限制在萨雷马岛，立窝尼亚的芒努斯虽然被伊凡释放，但于1578年退位，撤回库尔兰的皮尔泰内。伊凡用总共22000人的驻军确保对立窝尼亚和爱沙尼亚几乎所有地区的控制。

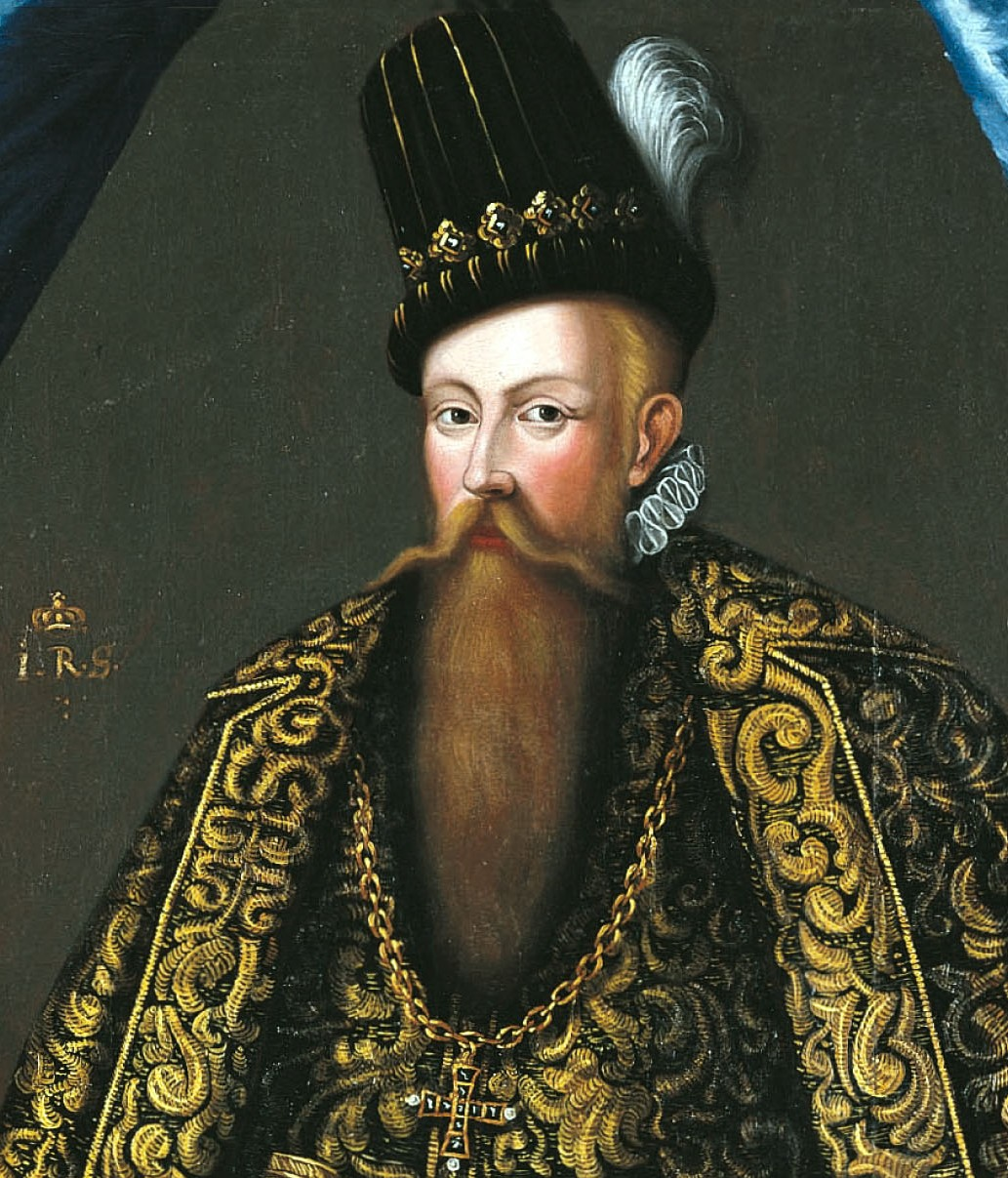
约翰三世

### 1578
1577年12月，在巴托里·斯特凡结束但泽的战斗后，约翰三世和巴托里结成联盟，对抗伊凡四世。早在11月，立陶宛军队就从南部发动了进攻，并占领了杜纳堡（今陶格夫匹尔斯）。1578年初，一支波兰-瑞典军队占领了文登镇和城堡。2月，俄罗斯军队试图夺回该镇，但没有成功。
随后，瑞典发动进攻，目标是里尔（利胡拉）、罗德（科卢韦雷）、哈普萨卢、派尔努、多尔帕特（塔尔图）和诺夫哥罗德。9月，伊凡派遣了一支军队作为回应，《立窝尼亚编年史》声称这支军队有18000人，他们从瑞典手中夺回了奥伯帕伦（珀爾察馬），然后向文登进军。

## 战役

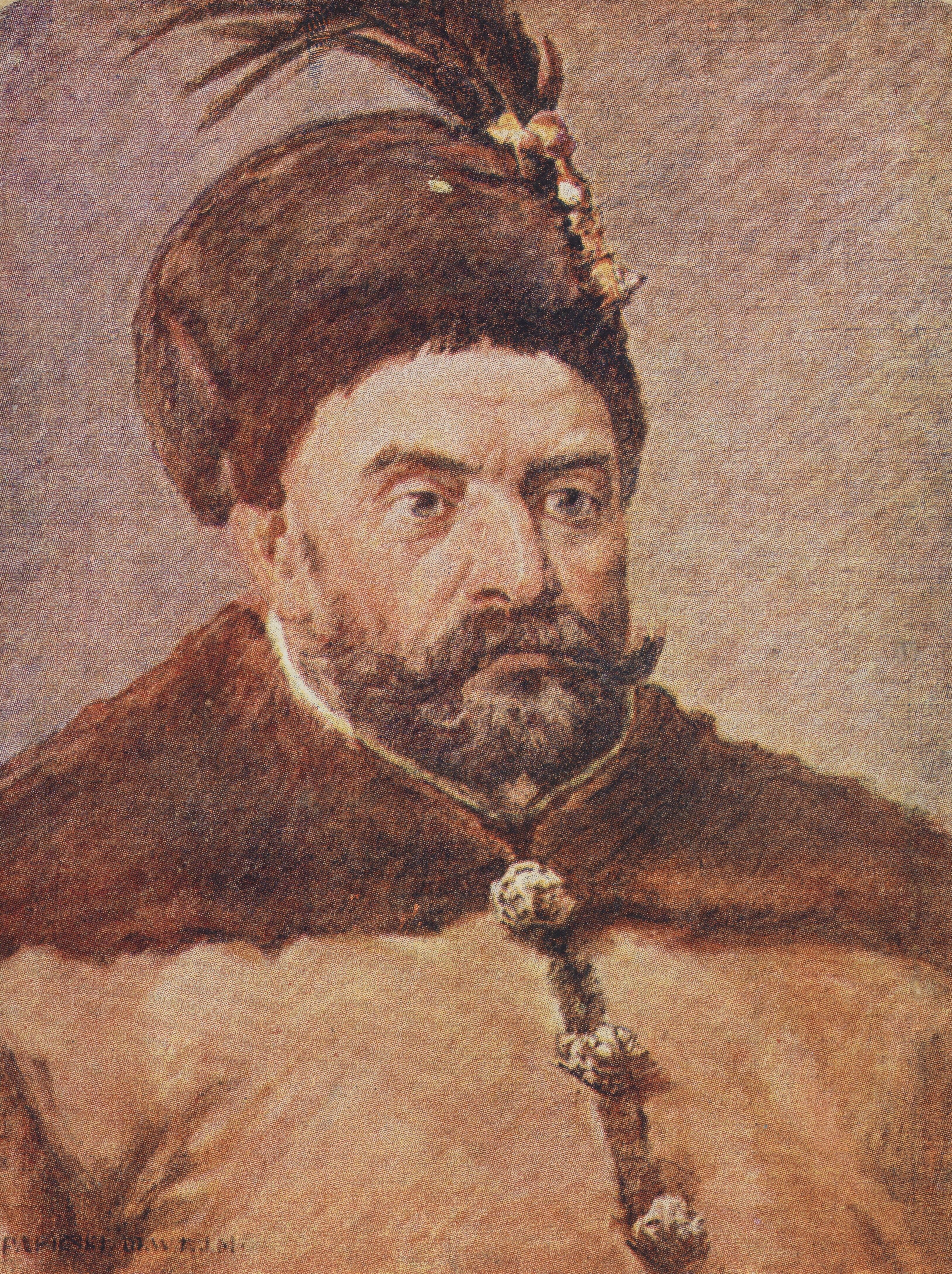
巴托里·斯特凡

俄罗斯军队抵达文登后即对该镇进行了围攻。很快，俄罗斯的大炮攻破了城墙，但随后由5500至6000名德意志、立陶宛、波兰、特兰西瓦尼亚、波希米亚、罗马尼亚和瑞典士兵组成的盟军救援部队于10月21日与俄罗斯人对峙。右翼（约2000名骑兵）由安杰伊·萨皮哈指挥，而左翼由约兰·博耶指挥的瑞典部队（2000名步兵）组成。
由于没有料想联军会迅速增援，俄罗斯军队被迫同一支西式军队在旷野上进行大规模野战。而这是他们一直以来所极力避免的情况。尽管伊凡执政以来，使用重型火绳枪+战斧的射击军就不断扩编，却依然只能维持有限的数量。所以，俄军在战争中还是要不断使用地方征召部队。这些地方武装的装备和战术都落后于时代太多，很多人没有火绳枪或超过4米的长枪，甚至需要用中世纪的长矛和盾牌来应战。骑兵部队同样更喜欢依赖弓箭和长矛，却没有西式军队的板甲和训练水准。俄军为了阻止联军的顺利展开，派出了地方上的波雅尔贵族骑兵与鞑靼轻射手出战。但他们在同波兰骠骑兵与特兰西瓦尼亚轻骑兵的对抗中，落入下风。首先，俄罗斯骑兵在开阔地带被击败并赶走，习惯了打秋风而不善于硬仗的鞑靼人首先撤退，并引发了俄军骑兵的整体溃败。
接着，大队联军步兵开始进攻那些依托围攻阵地的俄罗斯步兵。瑞典步兵组成的西班牙大方阵和波西米亚的火枪手列队前行，很快又击溃了依靠战斧与中世纪盾矛肉搏的俄军。尤其是号称精锐的射击军，在使用战斧的散阵自斗模式下，非常容易被枪矛林立的方阵步兵撂倒。德意志人与波希米亚人的炮兵跟上后，压制了退缩到野战工事背后的俄军。后者不仅炮兵实力有限，还有大量步兵在使用弓箭。
俄罗斯人伤亡惨重，俘虏中有几名高级波雅尔。立窝尼亚关于俄罗斯伤亡的报道被夸大了，官方公告“Moscouische Niderlag，und Belegerung der Statt Wenden”（Nürnberg，1579）和巴尔塔扎·鲁索的立窝尼亚编年史声称俄罗斯人损失了6000人。波兰外交官赖因霍尔德·海登斯坦（Reinhold Heidenstein）称他们伤亡惨重，但没有具体说明损失人数。缴获了大约30门攻城炮和大量马匹，使整个瑞典步兵能够骑马回到雷瓦尔。缴获的大炮被立陶宛人拿走，并在维尔纽斯游行，这违背了瑞典人的意愿和盟军在战斗前达成的协议。
这场战役不同寻常，因为立窝尼亚战争中只有几场战役是在露天进行的；通常的战斗是其中一方在堡垒中占据防御地位，而另一方则围攻。此外，文登仍然是瑞典-波兰-立陶宛在战斗中合作的唯一场合，因为联盟在接下来的几年里分崩离析。
盟军的胜利标志着立窝尼亚战争的转折点，伊凡四世首次在立窝尼亚大败。随后，俄罗斯又遭遇了一系列失败，并为1581年9月瑞典对纳尔瓦的进攻铺平了道路，那场进攻导致6000名纳尔瓦公民被屠杀，迫使伊凡接受了与巴托里·斯特凡签订的《亚姆—扎波尔斯基停战协定》和与约翰三世签订的《普柳萨条约》中的不利结果。

## 注脚
1. ↑  据称立窝尼亚贵族 Hinrik (Heinrich) Boismann 对爆炸负有责任.Derrik, Torsten.  (PDF). Marburg: Tectum. 2000: 56 （德语）.
2. ↑  "A thousand" according to Frost, "thousands" according to Peterson.

### 人物传记
- Hedberg, Jonas. . Stockholm: Militärhistoriska förlaget. 1975. ISBN 91-85266-03-5.
- Angermann, Norbert. . Marburger Ostforschungen 32. Hamburg. 1972. ISBN 3-87969-098-7 （德语）.
- Frost, Robert I. . Longman. 2000: 27–28. ISBN 978-0-582-06429-4.
- Oakley, Steward. . War in Context. Abingdon - New York: Routledge. 1992: 37. ISBN 0-415-02472-2.
- Peterson, Gary Dean. . McFarland. 2007: 94–95. ISBN 0-7864-2873-2.
- Roberts, Michael. . CUP Archive. 1986. ISBN 0-521-31182-9.